# Качиньский, Лех
Лех Алекса́ндр Качи́ньский (пол. Lech Aleksander Kaczyńskiо файле; 18 июня 1949, Варшава, Польская Республика — 10 апреля 2010, около аэродрома Смоленск-Северный, Смоленск, Российская Федерация) — польский государственный и политический деятель, президент Польши (2005—2010), президент города (мэр) Варшавы (2002—2005), один из лидеров партии «Право и справедливость». Погиб в авиакатастрофе в Смоленске 10 апреля 2010 года.

## Биография

### Ранние и зрелые годы
Лех Качиньский родился в Варшаве 18 июня 1949 года в семье инженера, ветерана Второй мировой войны и Армии крайовой Раймунда Качиньского (1922—2005), в прошлом — активного участника Варшавского восстания 1944 года и филолога Ядвиги Качиньской, в девичестве Ясевич (1926—2013)
В 1962 году, тринадцатилетними, Лех с братом-близнецом Ярославом сыграли главные роли в популярном в Польше детском фильме-сказке «О тех, кто украл Луну» (пол. O dwóch takich, co ukradli księżyc).
Лех Качиньский учился на юридическом факультете Варшавского университета, где в 1972 году получил степень магистра. В 1979 году защитил докторскую диссертацию в Гданьском университете, работал на кафедре трудового права в Гданьском университете (в должности доцента — с 1996 года по 1997 год): с 1990 года был профессором Университета кардинала Стефана Вышинского в Варшаве.

### Политическая карьера
Начал политическую карьеру в Комитете защиты рабочих (пол. Biuro Interwencji Komitetu Obrony Robotników) в 1977 году, что расценивалось как подпольная деятельность антикоммунистической оппозиции.

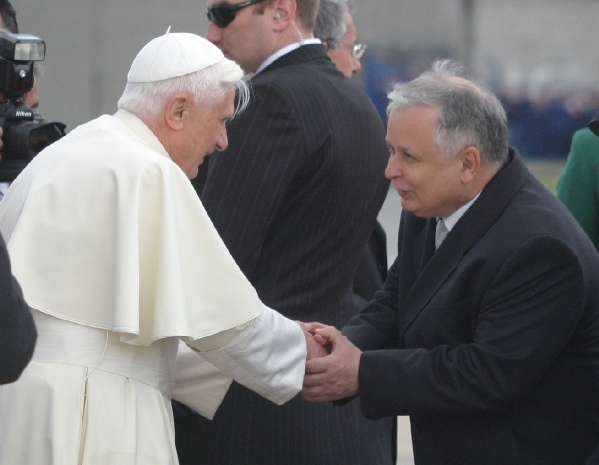
Лех Качиньский и Бенедикт XVI

В 1980 году был назначен юридическим советником забастовочного комитета Гданьска. После введения в стране чрезвычайного положения на одиннадцать месяцев заключён в тюрьму. После освобождения руководил одной из комиссий профсоюза «Солидарность». Позже являлся членом сейма и сената.
Возглавлял Бюро национальной безопасности в канцелярии президента Польши, затем Верховную контрольную палату (пол. Najwyższa Izba Kontroli, NIK). Являлся министром юстиции.
Совместно с братом Ярославом в 2001 году создал политическую партию «Право и справедливость». Через год победил на выборах мэра Варшавы. В качестве мэра Варшавы Лех Качиньский дважды запрещал проведение гей-парадов. В числе решений городской администрации под руководством Качиньского было переименование одной из варшавских площадей в площадь Джохара Дудаева.

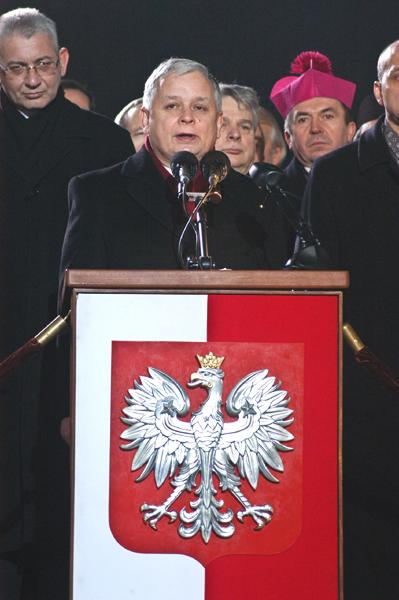

#### Президентство
На выборах в октябре 2005 года избран президентом Польши. Лейтмотивом его предвыборной кампании стало «моральное обновление» и возврат к «христианским ценностям».
В ходе войны в Грузии (2008) Качиньский обвинил Россию в агрессии: он подчеркнул это в интервью национальному каналу TVP1, сказав, что в той войне был нарушена территориальная целостность государства и, возможно, была попытка свержения демократически избранной власти. Качиньский сказал, что в ЕС и НАТО выработался своеобразный способ говорить о России, «которым не столько раскрывается суть России, сколько скрывается. Действительность же является таковой, которую мы в настоящий момент видим», подчеркнув, что по российско-грузинскому конфликту между ним и правительством нет никаких расхождений. На вопрос о шансе Грузии выстоять в конфликте с Россией Качиньский ответил, что такой шанс имеет каждый народ, который борется за свою независимость, и победить Грузию России никогда не удастся, если Грузия получит чёткую поддержку. После нападения России на Грузию Качиньский рассматривал дальнейший путь военной экспансии со стороны России: сначала идет Грузия, потом — Украина, потом — Молдова, потом — страны Балтии, а потом — Польша.

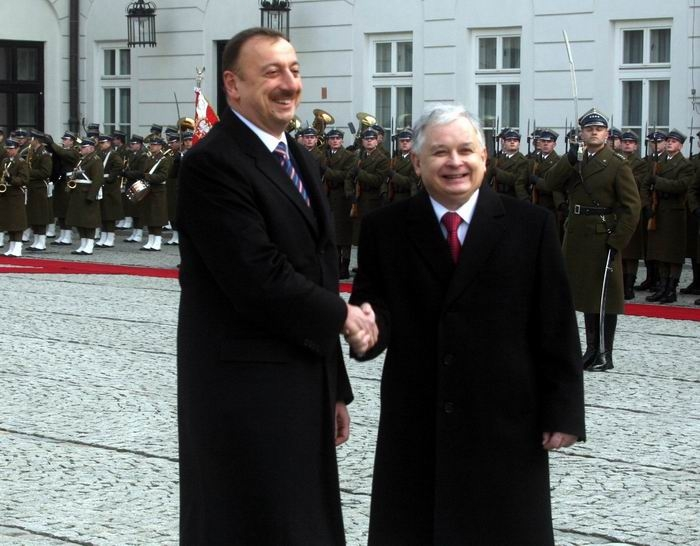
Лех Качиньский и президент Азербайджана Ильхам Алиев, 2008 год

### Гибель
Утром 10 апреля 2010 года президент Польши Лех Качиньский с супругой Марией вылетели из Варшавы в Смоленск на борту польского правительственного самолёта Ту-154М, пилотируемого польским экипажем. Вместе с президентом летела делегация, состоящая из политических, военных, общественных и религиозных деятелей Польши. На борту самолёта было 88 пассажиров и 8 членов экипажа. Целью визита было посещение Катынского мемориала под Смоленском в день 70-летия Катынского расстрела.
При заходе на посадку в аэропорту «Смоленск-Северный», в тумане, самолёт на удалении 1,5 км от взлётно-посадочной полосы пошёл ниже глиссады. Не долетев до полосы, самолёт столкнулся с деревьями и разрушился. Все 96 человек на борту погибли. У семейной четы Качиньских осталась дочь и две внучки.

### Похороны
11 апреля тело Леха Качиньского было доставлено из аэропорта «Смоленск-Северный» в Варшаву самолётом польских ВВС. Перед вылетом в Варшаву на смоленском аэродроме «Северный» состоялась торжественная церемония прощания с участием военного караула. Гроб с телом Качиньского установили на постамент в центре аэродрома. После возложения венков гроб в сопровождении караула перенесли в самолёт. В аэропорту Варшавы самолёт встретили премьер-министр Польши Дональд Туск и председатель сейма Бронислав Коморовский, исполняющий обязанности президента.
13 апреля 2010 года в президентском дворце в Варшаве прошла траурная церемония прощания с Лехом Качиньским и его супругой Марией. После траурной церемонии процессия направилась ко дворцу. Гроб супруги президента установили рядом с гробом Леха Качиньского.
В воскресенье 18 апреля на центральной Рыночной площади Кракова прошло прощание с Качиньскими, траурная месса проходила в Мариацком костёле. На церемонию прощания собрались около 150 тысяч человек. После отпевания траурная процессия с гробами президентской четы направилась из костёла Королевским трактом в замок на Вавеле. Президент Лех Качиньский и его супруга Мария были похоронены в усыпальнице под башней Серебряных Колоколов кафедрального собора краковской крепости, где каменной плитой весом в 400 килограммов был закрыт их саркофаг. На нём высечены имена Леха и Марии Качиньских и крест. Возле саркофага установили специальную мемориальную доску. Их захоронение находится неподалёку от могилы Юзефа Пилсудского.

## Семья
Брат — Ярослав Качиньский, в 2006—2007 гг. премьер-министр Польши.
- Жена — экономист Мария Качиньская (урождённая Мацкевич, 1942—2010), погибла вместе с мужем в авиакатастрофе.
  - Дочь — Марта Дубенецкая (род. 1980).

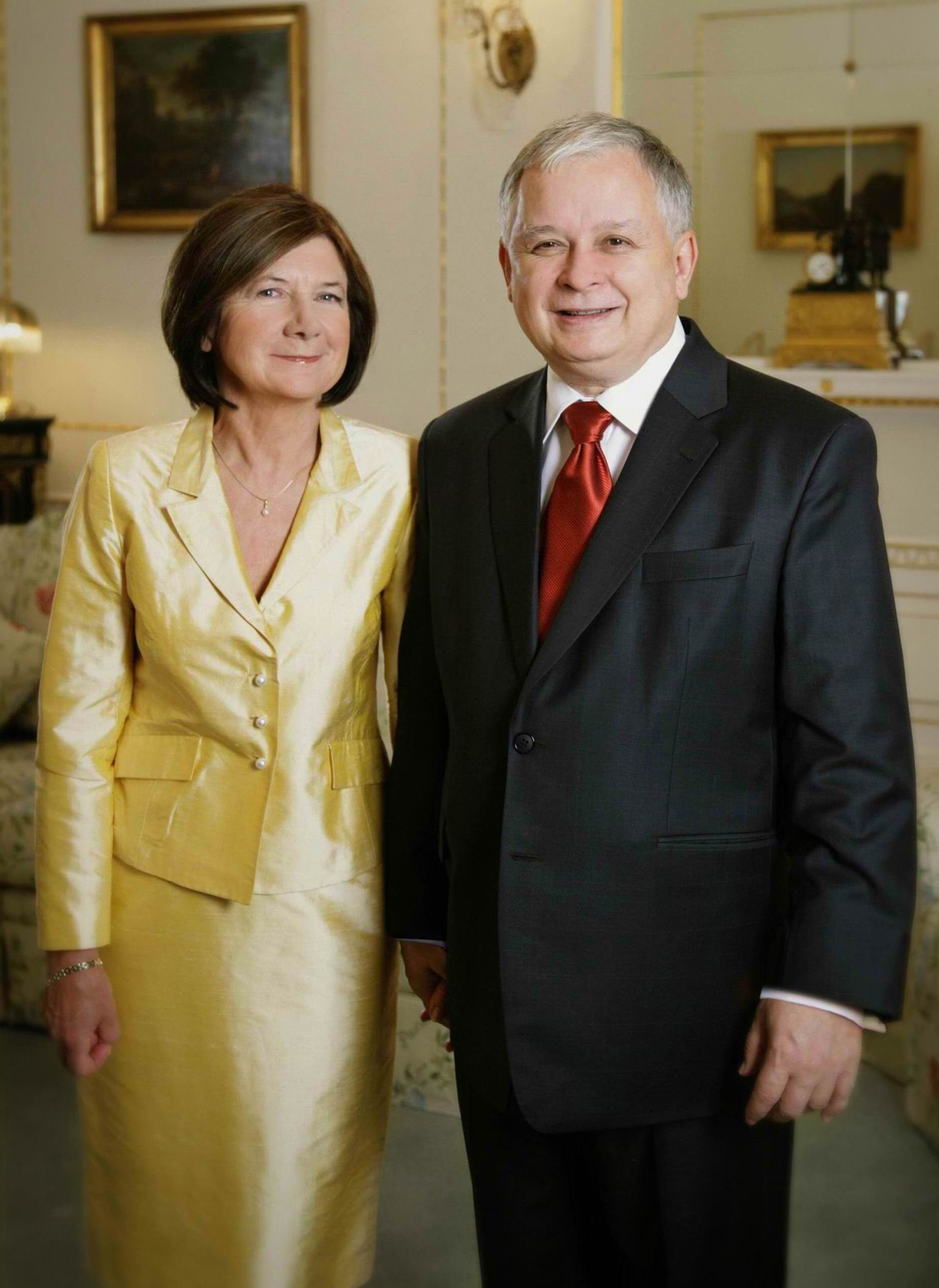
Лех Качиньский с супругой

    - Внучка — Ева.
    - Внучка — Мартина.
    - Двоюродная сестра — Ванда.

## Награды
- Цепь ордена заслуг «Pro Merito Melitensi» (Мальтийский орден, 14 мая 2007)
- Цепь ордена Абдулазиза Аль-Сауда (Саудовская Аравия, 25 июня 2007)
- Орден Победы имени Святого Георгия (Грузия, 2007)[14]
- Орден князя Ярослава Мудрого I степени (Украина, 6 декабря 2007) — за выдающийся личный вклад в укрепление украинско-польских отношений[15]
- Орден Короля Томислава с лентой и Большой Звездой (Хорватия, 10 января 2008)[16]
- Большая цепь Ордена Инфанта дона Энрике (Португалия, 1 сентября 2008 года)[17]
- Кавалер Большого креста с цепью ордена Белой розы Финляндии (Финляндия, 2008)
- Орден Двойного белого креста 1 степени (Словакия, 21 февраля 2009)
- Большой крест и цепь ордена Заслуг (Венгрия, 18 марта 2009)
- Золотая цепь ордена Витаутаса Великого (Литва, 16 апреля 2009)
- Орден «Гейдар Алиев» (Азербайджан, 30 июня 2009) — за особые заслуги в развитии дружественных связей и сотрудничества между Республикой Польша и Азербайджанской Республикой[18][19][20]
- Почётный доктор Бакинского славянского университета (3 июля 2009)[21]
- Орден Белого льва 1 класса с цепью (Чехия, 2010)
- Орден Национального героя (Грузия, 10 апреля 2010, посмертно)[22].

## Увековечение памяти
- В Одессе именем Леха Качиньского переименовали часть одной из центральных улиц (Польскую), соединяющую Дерибасовскую улицу с улицей Бунина[23].
- Одна из улиц Тбилиси[24] названа в память Леха Качиньского, а улица и парк в Батуми названа в честь супругов Качиньских[25][26].
- В Кишинёве одна из улиц названа именем Леха Качиньского[27].
- 16 апреля 2010 года в Сопоте именем супругов Качиньских назван бывший Южный парк[28].
- 28 апреля 2010 года их именем назван парк в Гдыне[29].
- В апреле 2010 года именем Качиньских решено назвать больницу в Эмбассо в Габоне[30].
- В 2010 году в городе Хмельницкий (Украина) улица Урицкого была переименована в улицу Леха Качиньского[31].
- В 2016 году имя Леха Качиньского было присвоено СПГ-терминалу в польском городе Свиноуйсьце[32].
- В 2016 году в городе Буча (Украина, Киевская область) улица Чкалова была переименована в улицу Леха Качиньского[33]
- В 2016 году в Житомире часть улицы Черняховского была переименована в улицу Леха Качиньского
- Польский участок планируемой автомагистрали в восточноевропейском регионе «Виа Карпатия» в 2021 году было принято назвать в честь Леха Качиньского[34].
- Принято решение о переименовании в честь Качиньского улицы в Вильнюсе[35].

Оппозицией в городской раде Киева выдвигался проект переименовать в улицу Качиньского киевскую улицу Воровского, носящую имя большевика польского происхождения.
Во многих городах Польши присвоение улицам имени Качиньского утверждено или обсуждаются: в Ольштыне, Лодзи, Кельце, Висле, Сейнах.